# Curran Phillips
Curran Phillips (Naperville, 8 de julio de 2000) es un deportista estadounidense que compite en gimnasia artística. En los Juegos Panamericanos de 2023 obtuvo dos medallas de oro, en las prueba de barras paralelas y por equipo.

## Palmarés internacional
| Juegos Panamericanos | Juegos Panamericanos | Juegos Panamericanos | Juegos Panamericanos |
| Año                  | Lugar                | Medalla              | Prueba               |
| -------------------- | -------------------- | -------------------- | -------------------- |
| 2023                 | Santiago (Chile)     | Medalla de oro       | Paralelas            |
| 2023                 | Santiago (Chile)     | Medalla de oro       | Concurso por equipos |